# Camponotus alamaina
Camponotus alamaina  (лат.) — вид муравьёв-древоточцев рода Кампонотус (Camponotus). Мадагаскар.

## Распространение
Эндемик острова Мадагаскар (в лесах; обнаружен в мёртвой древесине).

## Описание
Длина рабочих от 5 до примерно 1 см (солдаты). От близких видов отличается округлой спереди и в профиль переднеспинкой и выпуклой формой узелка петиоля. Длина головы (CL) 1,078-2,275 мм, длина груди (ML) 1,62-2,902. Основная окраска тела чёрная и тёмно-коричневая, брюшко, усики и лапки от желтовато-коричневого до коричневато-чёрного.
Верхнебоковые края проподеума окаймлённые или с резким килем, проподеальная поверхность вогнутая, переднебоковые углы пронотума окаймлённые, передние тазики крупнее чем ширина мезоплеврона груди, проподеальный дорзум резко переходит вниз к месту соединения с петиолем. Мандибулы треугольной формы с 6 зубцами, увеличивающиеся в размере к вершине. Усики 12-члениковые и прикрепляются на некотором расстоянии от заднего края наличника. Максиллярные щупики состоят из 6 члеников, а лабиальные — из 4. Промезонотальный шов развит. Проподеальные лопасти и метаплевральные железы отсутствуют. На средних и задних голенях по одной шпоре. Стебелёк между грудкой и брюшком состоит из одного членика (петиолюс), несущего вертикальную чешуйку. Жало отсутствует. Вид был впервые описан в 2016 году малагасийским мирмекологом Жан-Клодом Ракотонирина (Jean Claude Rakotonirina, Madagascar Biodiversity Center, Антананариво, Мадагаскар) и американскими энтомологами Шандором Чёсом (Sandor Csősz) и Брайаном Фишером (Brian Lee Fisher; California Academy of Sciences, Сан-Франциско, США).
Включён в состав видовой группы Camponotus edmondi.